# Vincenzo Ferdinandi
Vincenzo Ferdinandi (Newark, 29 novembre 1920 – Roma, 22 aprile 1990) è stato uno stilista italiano tra i fondatori dell'Alta moda in Italia.

## Biografia
Nato negli Stati Uniti da genitori italiani, Antonio Ferdinandi ed Ernestina Roefaro, trasferiti a New York all'inizio del secolo, fece ritorno in Italia, nei primi anni cinquanta. Fa esperienza e consolida il suo stile presso la sartoria di Fernanda Gattinoni per poi aprire un atelier a Roma nella mondanissima Via Veneto, centro della Dolce Vita da cui Federico Fellini trasse ispirazione per il suo celebre film. Sposa Annamaria Malpieri e ha tre figli.
È stato tra i primi grandi stilisti di alta moda a competere con i più blasonati couturier francesi in ambito internazionale. Nel 1949 è a Parigi, chiamato da Christian Dior per una collaborazione stilistica con la maison francese. Dopo quell'esperienza anche Londra lo chiama per la progettazione di una linea di calzature che porta a termine con estro e creatività tutta italiana.
Partecipa nel 1952, con la Sartoria Antonelli, l'atelier Carosa, Roberto Capucci, Giovannelli-Sciarra, Germana Marucelli, Polinober, la Sartoria Vanna, Jole Veneziani e sedici ditte di sportswear e boutique alla prima storica sfilata presso la Sala Bianca di Palazzo Pitti a Firenze. Una giovanissima Oriana Fallaci inviata dal settimanale Epoca ne raccontò la cronaca.
Nel 1953 concorre a fondare, insieme ad altri grandi nomi dell'epoca (tra cui Emilio Schuberth, le sorelle Fontana, Alberto Fabiani, Jole Veneziani, Giovannelli-Sciarra, Mingolini-Gugenheim, Eleonora Garnett, Simonetta), il SIAM - Sindacato Italiano Alta Moda (diventato poi Camera Nazionale della Moda Italiana), in disaccordo con il fondatore dell'Alta Moda in Italia il nobile fiorentino Giovanni Battista Giorgini. I "secessionisti", come vengono chiamati, sono gli stilisti romani che polemicamente fanno sfilare le loro creazioni nei propri atelier a Roma, due giorni prima delle sfilate di Palazzo Pitti a Firenze.

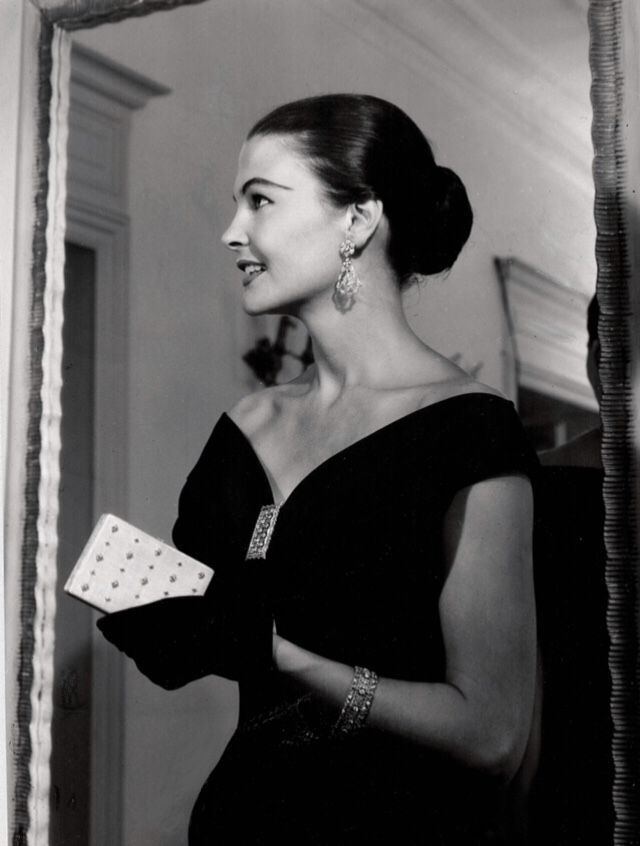
La modella Joe Patterson con un abito da sera Ferdinandi

Nel luglio del 1954, insieme alle Sorelle Fontana, Emilio Schuberth, Giovannelli-Sciarra, Eleonora Garnett, Mingolini-Gugenheim e Clarette Gallotti, partecipa ad "Alta Moda a Castel Sant'Angelo" ambientato nella suggestiva cornice del celebre castello. In quella occasione furono premiate le statunitensi Sally Kirkland, Fashion Editor di Life e di Vogue USA, Alice Perkins, Fashion Editor di Women's Wear Daily per il loro ruolo di ambasciatrici della moda italiana negli Stati Uniti e la stilista Hannah Troy.
Il suo stile asciutto e privo di fronzoli gli vale riconoscimenti sempre più convinti tra gli addetti ai lavori e il pubblico. I suoi tailleur, impeccabili, lo fanno apprezzare in Italia e all'estero. Negli anni sessanta il produttore di moda tedesco Frederich gli chiede di disegnare una linea prêt-à-porter, cui dà spessore e validità stilistica.
Numerose sono le copertine e i servizi su riviste specializzate di moda e di settore tra cui Vogue USA, Harper's Bazaar e "Marie Claire". Sfila a Parigi, Milano, Roma, Londra, Firenze ed è il primo a portare su una passerella una modella di colore, Dolores Francine Rhiney, sfidando le convenzioni dell'epoca (si è nei primi anni cinquanta).
Le sue creazioni sono indossate da attrici e mannequins di quegli anni. Virna Lisi, Sylva Koscina, Lucia Bosè, Luciana Angiolillo, Eloisa Cianni, Lilli Cerasoli, Jennifer Jones, Eliette von Karajan, May Britt, Ivy Nicholson, Joan Whelan, Joe Patterson, Janet Sprague, Loredana Pavone, Anna Maria Ghislanzoni, Marta Marzotto e una giovanissima Elsa Martinelli sono alcune di queste.
Vittorio Gallo realizza per la "Astra Cinematografica" il docufilm "Sete e Velluti" sulla moda italiana degli anni '50 colta negli ateliers romani delle case di moda Ferdinandi, Gattinoni e Garnett. 
Ferdinandi è stato tra i primi ad intuire l'importanza dell'accessoristica applicata alla moda (borse, scarpe, cinture, profumi), marcata con una propria griffe.
Personaggio estroverso - nel pieno della Dolce vita capitolina è rimasta famosa una sua scommessa calcistica col pittore Antonio Privitera in occasione di un derby Lazio-Roma, persa la quale fece sfilare per la celebre strada undici mucche addobbate con mutandoni giallorossi - negli ultimi anni di vita si è dedicato anche alla pittura, con un suo stile basato tutto sui contrasti e i chiaro-scuri, con una tecnica a olio e ad acquerello.
Nel 2014 il museo Maxxi di Roma all'interno della mostra "Bellissima" lo annovera tra i pionieri della moda italiana.

## Rosso Borbonico
Nuance di rosso, creato dalla tradizione Ferdinandi per i Reali Borbone del Regno delle Due Sicilie.